# Hamza Akbar
Hamza Akbar est un joueur de snooker pakistanais né le 12 novembre 1993.
Il s'exerce sur le circuit professionnel de 2015 à 2019, devenant le troisième joueur de snooker professionnel du Pakistan. 

## Carrière
Né à Faisalabad au Pakistan, Akbar a remporté deux fois le championnat national de billard. Il y gagne son premier titre à seulement 19 ans. Il passe professionnel après sa victoire contre Pankaj Advani 7 manches à 6 en 2015 en finale du 32e championnat asiatique de snooker tenu à Kuala Lumpur en Malaisie, ce qui lui vaut de pouvoir se mesurer à l'élite mondiale de cette discipline pour deux saisons.
En tant que professionnel, Akbar n'a pas réussi à s'imposer dans ses premières confrontations, perdant 6-4 contre Mark Williams au premier tour du championnat du Royaume-Uni (match dans lequel il revient de 4-0 à 5-4) et une défaite 4 manches à 3 contre Michael Holt à ce même stade de la compétition lors de l'Open du pays de Galles. Il signe sa première victoire sur le circuit professionnel lors du premier tour de qualification pour le championnat du monde 2016 en s'imposant face à Jamie Jones 10 manches à 5 avant d'être défait par Ian Burns au tour suivant.
Son meilleur résultat dans un tournoi classé est un 16e de finale atteint lors du Snooker Shoot-Out, où il est défait par Xiao Guodong.

## Palmarès
| Légende | Catégorie                      | Titres                         | Finales                        |
|         | Tournois classés               | 0                              | 0                              |
|         | Tournois non classés           | 0                              | 0                              |
|         | Tournois amateurs              | 3                              | 1                              |
| Gras    | Tournois de la triple couronne | Tournois de la triple couronne | Tournois de la triple couronne |

### Titres
| Saison | Nom du tournoi                      | Lieu         | Finaliste        | Score | Tableau |
| 2013   | Championnat du Pakistan amateur     | Karachi      | Imran Shahzad    | 8-5   | [ 12 ]  |
| 2015   | Championnat du Pakistan amateur (2) | Pakistan     | Shahram Changezi | 8-4   | [ 13 ]  |
| 2015   | Championnat d'Asie amateur          | Kuala Lumpur | Pankaj Advani    | 7-6   | [ 14 ]  |

### Finales perdues
| Saison | Nom du tournoi                  | Lieu     | Vainqueur          | Score | Tableau |
| 2014   | Championnat du Pakistan amateur | Pakistan | Mohammad Asif Toba | 5-8   | [ 15 ]  |